# Wout D'Heer
Wout D'Heer (Dendermonde, 26 april 2001) is een Belgisch volleyballer.

## Levensloop
D'Heer begon op 7-jarige leeftijd te volleyballen bij JTV Berlare-Zele. Vervolgens ging hij naar de Topsportschool Vilvoorde en hierop aansluitend ging hij aan de slag bij Caruur Volley Gent en het volgende seizoen bij Lindemans Aalst. In 2021 maakte hij de overstap naar het Italiaanse Itas Trentino. Met deze club werd hij in 2023 landskampioen en was hij in 2022 en 2023 finalist in de Beker van Italië. Ook won hij in 2021 met Trentino de Supercup en was D'Heer in 2022 finalist in de Champions League. Tevens won hij met de Noord-Italiaanse club brons (2022) en zilver (2023) op het wereldkampioenschap voor clubs.
Daarnaast is hij actief bij het Belgisch volleybalteam. Met de Red Dragons nam hij onder meer deel aan de Europese kampioenschappen van 2021 en 2023.